# Margarodes rileyi
Margarodes rileyi är en insektsart som beskrevs av Alfred Giard 1897. Margarodes rileyi ingår i släktet Margarodes och familjen pärlsköldlöss. Inga underarter finns listade i Catalogue of Life.